# Чаплинці
Чапли́нці — село в Україні, у Семенівській селищній громаді Кременчуцького району Полтавської області. Населення становить 164 осіб. 

## Географія
Село Чаплинці знаходиться на правому березі річки Хорол, вище за течією на відстані 4,5 км розташоване село Веселий Поділ, нижче за течією на відстані 2,5 км розташоване село Василівка, на протилежному березі — село Заїчинці.

## Історія
12 червня 2020 року, відповідно до розпорядження Кабінету Міністрів України № 721-р «Про визначення адміністративних центрів та затвердження територій територіальних громад Полтавської області», село увійшло до складу Семенівської селищної міської громади.
19 липня 2020 року, в результаті адміністративно - територіальної реформи та ліквідації Семенівського району, село увійшло до складу новоутвореного Кременчуцького району.